# Robert Hichens
Robert Smythe Hichens, född 14 november 1864 i Speldhurst i Kent, död 20 juli 1950 i Zürich i Schweiz, var en brittisk författare.
Hichens har skrivit en rad ganska olikartade romaner, av vilka de mest kända är de som utspelar sig i orientalisk miljö, framför allt The garden of Allah (1904), The call of the blood (1906) och dess fortsättning, A spirit in prison (1908).

## Böcker på svenska
- Blodets röst (The call of the blood) (översättning Hanny Flygare, Hierta, 1908)
- Bella Donna (okänd översättare, Svenska Dagbladet, 1911)
- Den svarta spanieln (översättning Ella Svanberg, Holmquist, 1917)
- Själaskatten (översättning E. Svanberg, Holmquist, 1918)
- Ormtjusaren (översättning E. Svanberg, Holmquist, 1919)
- En fantast (okänd översättare, Nordiska förlaget, 1918)
- Damen med plymerna: en Londonfantasi (Flames) (översättning Anlis Sylwan, Bonnier, 1918)
- Öknens kärlek (översättning M. Isberg, Bonnier, 1919)
- Damen med solfjädern (översättning M. Isberg, Bonnier, 1919)
- Bella donna (okänd översättare, Bonnier, 1920)
- Tidens anda (anonym översättning, Söderström, 1922)
- Förlorad tro (anonym översättning, Söderström, 1922)
- Allahs trädgård (The garden of Allah) (okänd översättare, Bonnier, 1929)
- Allahs trädgård (The garden of Allah) (översättning Gösta Högelin, B. Wahlström, 1943)